# Nova Porteirinha
Nova Porteirinha é um município brasileiro do estado de Minas Gerais. Sua população estimada em 2004 era de 7.552 habitantes.
O ponto mais alto do município é de 500 metros, local: ponto central da cidade.
A principal atividade do município é a agricultura irrigada, que cultiva princialmente frutas dentre as quais a banana prata se destaca como o maior produto de fonte de renda do município. Graças ao projeto de de irrigação pelas águas do rio Gorutuba, o município recebeu muitos migrantes colonos de diversas regiões do estado, além de pessoas do Brasil e também do Japão que viram neste município uma oportunidade de desenvolver a cultura de frutas tropicais.

## Religião
Nova Porteirinha tem uma religião predominantemente Católica, seu pároco é o Pe. Charles José Ferreira que administra a Paróquia Nossa Senhora das Graças no Centro da Cidade. Existe também as igrejas evangélicas que congregam aos seus adeptos.

## Turismo
O turismo em Nova Porteirinha se baseia no balneário Bico da Pedra, à margem direita do Rio Gorutuba.